# 나콘랏차시마 FC
나콘랏차시마 FC(태국어: สโมสรฟุตบอลจังหวัดนครราชสีมา, 영어: Nakhon Ratchasima Football Club)은 나콘랏차시마 주를 연고로 하는 타이의 축구 클럽이다. 현재는 타이 리그에 참가하고 있다.

## 역사
1999년에 창단하여 타이 지역 리그에서 시작하였으며, 2006년 처음으로 프로리그에 참가하였다. 2011년 2부 리그인 타이 디비전 1 리그로 승격했다. 2012년 1부 리그인 타이 프리미어리그로 승격되어, 2017년 현재까지 참가하고 있다.

## 역대 감독
| 감독        | 임기        |
| ----------- | ----------- |
| 간베 스가오 | 2013 ~ 2016 |